# Wilhelmi-Gymnasium Sinsheim
Das Wilhelmi-Gymnasium Sinsheim (kurz WHG) ist ein allgemeinbildendes Gymnasium in Sinsheim im Rhein-Neckar-Kreis in Baden-Württemberg.

## Geschichte
1843 wurde in Sinsheim eine Höhere Bürgerschule gegründet, die ihren Standort in der heutigen Freitagsgasse hatte. 1895 wurde diese zur Realschule und 1926 zur Oberrealschule. Damaliger Standort war die Werderstraße, wo sich heute die Carl-Orff-Schule befindet. Ab 1947 war die Schule Realgymnasium und 1954 wurde dieses nach Karl Wilhelmi benannt.
Am heutigen Standort in der Schubertstraße wurde 1970 der Neubau bezogen.
Förderverein ist der Verein der Freunde des Wilhelmi-Gymnasiums e.V.

### Entwicklung der Schülerzahlen
Nachdem in Mitte der 1980er erstmals über 1000 Schüler am Wilhelmi-Gymnasium unterrichtet wurden, entwickeln sich die Schülerzahlen seit einigen Jahren rückläufig.
- 1953/54: 650[3]
- 1970: 814[3]
- 1973: 940[3]
- 1976: 1072[3]
- 2016: 700[4]
- 2020: 640[5]

Aktuell werden an der Schule etwa 600 Schüler unterrichtet.

## Standort und Architektur
Seit 1976 ist ein Brutalismus-Bau nordöstlich der Innenstadt Standort der Schule. Direkt angrenzend an das Gymnasium befindet sich die Kraichgau-Realschule Sinsheim.

## Schulprofil

### Fremdsprachen
- erste Fremdsprache Englisch ab Klassenstufe 5
- zweite Fremdsprache: Französisch oder Latein ab Klassenstufe 6

### Profile
- Sprachliches Profil: Profilfach Spanisch ab Klassenstufe 8
- Naturwissenschaftliches Profil: Profilfach „Naturwissenschaft, Informatik und Technik“ (NIT) ab Klassenstufe 8
- Sport-Profil: Profilfach Sport ab Klassenstufe 8

### Arbeitsgemeinschaften
Im Schuljahr 2024/2025 gibt es an der Schule 15 Arbeitsgemeinschaften.

### Netzwerke und Zertifikate
- Schule ohne Rassismus – Schule mit Courage
- Eliteschule des Fußballs
- denkmal aktiv – Kulturerbe macht Schule
- Berufswahl-SIEGEL Baden-Württemberg

## Ehemalige

### Schüler
- Werner Fischer (* 1939),  Maschinenbauingenieur und Hochschuldidaktiker (Abitur 1959)
- Dietmar Hopp (* 1940), Unternehmer und Mäzen (Abitur 1959)
- Thomas Erle (* 1952), Schriftsteller
- Thomas Brandmeier (* 1961), Ingenieur und Professor (Abitur 1981)
- Veit Rosenberger (* 1963), Althistoriker
- Axel Schock (* 1965), Autor und Journalist
- Golineh Atai (* 1974), Fernsehjournalistin
- Pascal Groß (* 1991), Fußballspieler
- Melayro Bogarde (* 2002), niederländischer Fußballspieler

### Lehrer
- Adam Schlitt (ab 1950)
- Elke Brunnemer (bis 2001)